# Guvernul Ion I.C. Brătianu (5)
Guvernul Ion I.C. Brătianu (5) a fost un consiliu de miniștri care a guvernat România în perioada 29 noiembrie 1918 - 26 septembrie 1919.

## Componența
- Președintele Consiliului de Miniștri

Ion I.C. Brătianu (29 noiembrie 1918 - 26 septembrie 1919)
- Ministrul de interne

George G. Mârzescu (29 noiembrie 1918 - 26 septembrie 1919)
- Ministrul de externe

Ion I.C. Brătianu (29 noiembrie 1918 - 26 septembrie 1919)
- Ministrul finanțelor

Oscar Kiriacescu (29 noiembrie 1918 - 26 septembrie 1919)
- Ministrul justiției

Dumitru Buzdugan (29 noiembrie 1918 - 26 septembrie 1919)
- Ministrul cultelor și instrucțiunii publice

Ion Gh. Duca (29 noiembrie 1918 - 12 decembrie 1918)
Constantin Angelescu (12 decembrie 1918 - 26 septembrie 1919)
- Ministrul de război

General Artur Văitoianu (29 noiembrie 1918 - 26 septembrie 1919)
- Ministrul lucrărilor publice

Anghel Saligny (29 noiembrie 1918 - 14 februarie 1919)
ad-int. Alexandru Constantinescu (14 februarie - 26 septembrie 1919)
- Ministrul industriei și comerțului

Alexandru Constantinescu (29 noiembrie 1918 - 26 septembrie 1919)
- Ministrul agriculturii și domeniilor

Fotin Enescu (29 noiembrie - 3 decembrie 1918)
ad-int. Alexandru Constantinescu (3 - 12 decembrie 1918)
Ion Gh. Duca (12 decembrie 1918 - 26 septembrie 1919)
- Ministru fără portofoliu

Mihail Pherekyde (29 noiembrie 1918 - 26 septembrie 1919)
- Ministru fără portofoliu (pentru Basarabia)

Ion Inculeț (29 noiembrie 1918 - 26 septembrie 1919)
- Ministru fără portofoliu (pentru Basarabia)

Daniel Ciugureanu (29 noiembrie 1918 - 26 septembrie 1919)
- Ministru fără portofoliu (pentru Transilvania)

Alexandru Vaida-Voievod (17 decembrie 1918 - 26 septembrie 1919)
- Ministru fără portofoliu (pentru Transilvania)

Vasile Goldiș (17 decembrie 1918 - 26 septembrie 1919)
- Ministru fără portofoliu (pentru Transilvania)

Ștefan Cicio Pop (17 decembrie 1918 - 26 septembrie 1919)
- Ministru fără portofoliu (pentru Bucovina)

Iancu Flondor (18 decembrie 1918 - 15 aprilie 1919)
- Ministru fără portofoliu (pentru Bucovina)

Ion Nistor (18 decembrie 1918 - 26 septembrie 1919)
15 aprilie 1919 - Ion Nistor a fost însărcinat cu administrația Bucovinei, în locul lui Iancu Flondor, demisionat.

## Sursa
- Stelian Neagoe - "Istoria guvernelor României de la începuturi - 1859 până în zilele noastre - 1995" (Ed. Machiavelli, București, 1995)

| Precedat(ă) de: Guvernul Constantin Coandă | Guvernul Ion I.C. Brătianu (5) 29 noiembrie 1918 - 26 septembrie 1919 | Succedat(ă) de: Guvernul Artur Văitoianu |